# ميخائيل فيليبس
ميخائيل فيليبس (بالإنجليزية: Michael Phillips)‏ (22 يناير 1983 في المملكة المتحدة - ) هو لاعب كرة قدم بريطاني في مركز الوسط. لعب مع تونبريدج أنغلز ونادي غيلينغهام وميدستون يونايتد ورامزغيت ‏ ونادي وورثينغ وهاستينغز يونايتد وErith Town F.C. ‏ وويلينج يونايتد.

## وصلات خارجية
- ميخائيل فيليبس على موقع قاعدة بيانات كرة القدم.إي يو (الإنجليزية)